# World Games 2025/Tauziehen
Bei den World Games 2025 in Chengdu wurden vom 9. bis 11. August 3 Wettbewerbe im Tauziehen ausgetragen. Austragungsort war der Dong’an Lake Sports Park Central Square.

## Bilanz

### Medaillenspiegel
| Platz  | Land              | Gold | Silber | Bronze | Gesamt |
| ------ | ----------------- | ---- | ------ | ------ | ------ |
| 1      | Schweiz           | 1    | 2      | –      | 3      |
| 2      | Chinesisch Taipeh | 1    | –      | –      | 1      |
| 2      | Großbritannien    | 1    | –      | –      | 1      |
| 4      | Belgien           | –    | 1      | –      | 1      |
| 5      | Deutschland       | –    | –      | 2      | 2      |
| 6      | Schweden          | –    | –      | 1      | 1      |
| Gesamt | Gesamt            | 3    | 3      | 3      | 9      |

### Medaillengewinner
| Disziplin         | Gold | Silber | Bronze |
| ----------------- | --- | --- | --- |
| Männer bis 640 kg | GroßbritannienDan Kenny Dan Nicholls Pye Murphy Gaz Shaw Jack Routley Will Lee Leeboy Robinson Joe Birch                   | SchweizRoman Müller Peter Joller Fabian Rölli Vinzenz Arnold Nico Luond Tobias Koller Sven Grani Erich Joller Peter Erni                             | DeutschlandLucas Broghammer Tobias Ortlieb Patrick Frank Philip Klingele Martin Wehrle Tim Fuß Jakob Schlegel Markus Resch Florian Resch     |
| Frauen bis 500 kg | Chinesisch TaipehLu Yi-jia Tien Chia-hsin Chen Yue-ting Lin Meng-zhu Lai Ting-yu Tien Chia-jung Ko Wen-lin Hung Ning-hsuan | SchweizAndrea Joller Elena Beier Judith Christen Erika Niederberger Michaela Koch Sarah Villiger Carmen Rolli Brigitte Ziegler                       | SchwedenKarin Jacobson Ronja Ekstedt Anna Nasslander Magdalena Persson Emelie Goransson Anette Klinthall Asa Haby Hanna Westerling Frida Hed |
| Mixed bis 580 kg  | SchweizElena Beier Carmen Rolli Melanie Villiger Nina Widmer Robin Burch Ivo Lustenberger Emanuel Zumbuhl Jeremias Zumbühl | BelgienChristel Covens Kristel Mijnendonckx Colette Puts Gitte Snoeijs Wim de Schutter Robbe Gagelmans Jan Hendrickx Wouter Raeymaekers Jeroen Sturm | DeutschlandFabien Elias Julia Friess Sabrina Jund Ramona Mühl Valentin Fehrenbach Raphael Kunz Lorenz Mühl Rainer Vogel Thomas Wegmann       |

## 1Weblinks
- Zeitplan (englisch)

Aerobic |
Beachhandball |
Billard |
Bogenschießen |
Boules |
Cheerleading |
Drachenbootrennen |
Duathlon |
Faustball |
Flag Football |
Flossenschwimmen |
Freitauchen |
Frisbee |
Inline Freestyle |
Inlinehockey |
Inline-Speedskating |
Jiu Jitsu |
Kanumarathon |
Kanupolo |
Karate |
Kickboxen |
Korfball |
Kraftdreikampf |
Lacrosse |
Luftsport |
Muay Thai |
Orientierungslauf |
Parkour |
Powerboating |
Racquetball |
Rettungsschwimmen |
Sambo |
Softball |
Sportakrobatik |
Sportklettern |
Squash |
Tanzen |
Tauziehen |
Trampolinturnen |
Unihockey |
Wakeboarding |
Wushu